# Garman-Kohlhagen option pricing model
Il Garman-Kohlhagen option pricing model è un'estensione del modello di Black-Scholes per prezzare le opzioni sulle valute estere Currency options. È un modello ampiamente usato da trader.
Il modello rimuove i limiti restrittivi delle ipotesi assunte nei modelli di Modello di Black-Scholes-Merton  per cui il tasso di indebitamento e di impiego siano uguali (e pari al tasso di Tasso d'interesse privo di rischio (o risk free rate) in quanto ciascun mercato internazionale ha propri tassi di rendimento e i tassi "free rate" differiscono.
Qualunque differenza di tasso tra due valute avrà impatto sul valore futuro del tasso di cambio. Il risk free del paese estero in questo caso può pensarsi come un dividend yield pagato sulla valuta estera. Visto che un possessore di un'opzione non riceve nessun flusso di cassa dallo strumento cui è legata l'opzione, questo dovrebbe essere riflesso in un più basso prezzo per l'opzione nel caso di un'opzione call e in un prezzo più alto nel caso di un'opzione put.
Il Modello Garman Kohlhagen fornisce una soluzione sottraendo il valore attuale netto dei flussi di cassa del dividend yield dal prezzo dell'opzione secondo Modello di Black-Scholes-Merton. Le ipotesi sottostanti da cui la formula è stata derivata includono:
- l'opzione può essere esercitata solo a scadenza (tipo europeo)
- non ci sono tasse, margini o costi di transazione (che possono essere inclusi comunque nel cash flow stream)
- il tasso di free risk (sia domestico che estero) sono costanti
- il prezzo della volatilità dello strumento sottostante l'opzione è costante
- la distribuzione dei prezzi dello strumento sottostante l'opzione seguono una distribuzione log-normale

Gli elementi statistici considerati sono:
1. value dello strumento sottostante
2. Delta
3. Gamma
4. Theta
5. Vega
6. Rho del tasso domestico
7. Rho del tasso estero